# منتخب زيمبابوي لسباعيات الرغبي
منتخب زيمبابوي لسباعيات الرغبي (بالإنجليزية: Zimbabwe national rugby sevens team)‏ هو ممثل زيمبابوي الرسمي في المنافسات الدولية في سباعيات الرغبي
.